# Fordcombe
Fordcombe – wieś w Anglii, w hrabstwie Kent, w dystrykcie Sevenoaks. Leży 29 km na południowy zachód od miasta Maidstone i 47 km na południowy wschód od centrum Londynu.